# 系統的脱感作
系統的脱感作法（けいとうてきだつかんさほう, Systematic desensitization ）は、行動療法の一技法。考案者は南アフリカで戦争神経症の治療を行っていた精神科医、ジョセフ・ウォルピ。古典的条件づけを理論的基礎とする。不安の対象となる状況・モノに対して、それらを対象者の主観的刺激の強弱によって階層化する。また脱感作と呼ばれるリラクセーション（主に筋弛緩などを用いる）を学ぶ。そして十分にリラックスした状態で階層的に低い不安対象に暴露してゆく技法。
後にその治療成分で必要なのは「暴露部分」であることが明らかになったので、感作部分を省いた暴露反応妨害法へと進展した。しかしそれはまた行動療法がモデルベースドの治療からエビデンスベースドの治療へと進展した歴史ともかかわっている。